# إتشي وسكراتشي

بطاقة عنوان عرض إتشي وسكراتشي، تظهر إتشي (فأر) وسكراتشي (قطة).

عرض إتشي وسكراتشي (يختصر غالباً ايتشي واسكراتشي (بالإنجليزية: the Itchy & scratchy Show) هو running gag ومسلسل متحرك خيالي، وهذا البرنامج مخصص للأطفال في ذلك المسلسل وهو يعد برنامج يتكلم عن قط أسود وفأر أزرق يتعاركان طيلت الحلقات، مشابه للمسلس الكرتوني توم وجيري (Tom & Jerry) إلا أن في هذا المسلسل تجري أعمال العنف بكثرة أكبر فهو مليء بالدماء، والإماتة ودائما ما يفوز الفأر في النهاية، والشيء المسلي أن طرق موت القط دائما ما تكون خيالية، مثل أن يقذف رأسه إلى القمر بعد أن كان يلعب لعبة الغولف مع الفأر، ودائما ما نرى القط سكراتشي ينزف الدم أو تخرج أحشائه ثم يموت، فنرى الطفلين بارت وليزا يضحكان دائما لما يحصل له من تعذيب وموت.